# Chiloglanis neumanni
Chiloglanis neumanni (Хілогланіс Ноймана) — вид сомоподібних риб з роду Chiloglanis родини пір'явусих сомів. Інша назва «малавійський хілогланіс».

## Опис
Загальна довжина сягає 6,5 см. Голова широка, сильно сплощена зверху. Очі невеличкі, розташовані зверху. Губи з сосочками та 3 пари пір'яподібних вусиків (у видів різна довжина) утворюють своєрідну присоску. Передньощелепні зуби розташовано у 3—4 рядки. Тулуб подовжений, кремезний. Усі плавці гострі, здатні завдати поранення. Спинний плавець невеличкий, з розгалуженими променями та 1 шипом. Жировий плавець середньої довжини. Грудні плавці звужені. Черевні плавці короткі та широкі. Анальний плавець витягнутий донизу. Хвостовий плавець добре розвинений, з виїмкою.
Забарвлення коричневе з мармуровим малюнком по всьому тілу.

## Спосіб життя
Є бентопелагічною рибою. Воліє до чистої води, насиченої киснем. Зустрічається в гірських струмках. Вдень ховається серед скель та в ущелинах. Активна в присмерку. Живиться водоростями.

## Розповсюдження
Мешкає у басейнах річок Лімпопо, Кунене, Замбезі, Кафуе, Окаванго, верхній частині басейну Конго, озерах Ньяса й Кариба.